# Albert Axelrod
Albert „Albie” Axelrod (ur. 12 lutego 1921 w Bronksie w Nowym Jorku, zm. 24 lutego 2004 tamże) – amerykański florecista, brązowy medalista olimpijski.
Z zawodu inżynier elektryk (pracował w przedsiębiorstwie Grumman Corporation), studiował w City College w Nowym Jorku. Podczas II wojny światowej służył w United States Navy.
Przez prawie 30 lat zaliczał się do ścisłej czołówki amerykańskiej. 
Na igrzyskach olimpijskich w Helsinkach w 1952 roku w turnieju indywidualnym odpadł w półfinale, a w drużynowym w pierwszej rundzie. Na rozgrywanych cztery lata później igrzyskach olimpijskich w Melbourne drużynowo był czwarty, a indywidualnie rywalizację ponownie zakończył w półfinale. Następnie wystąpił na igrzyskach olimpijskich w Rzymie w 1960, gdzie zdobył indywidualnie brązowy medal. W rundzie finałowej wygrał trzy walki i trzy przegrał, plasując się ostatecznie za dwoma reprezentantami ZSRR: Wiktorem Żdanowiczem i Jurijem Sisikinem. Drużynowo zajął piąte miejsce. Podczas igrzysk olimpijskich w Tokio (1964) był dziewiąty w obu konkurencjach floretu. Brał też udział w igrzyskach olimpijskich w Meksyku w 1968 roku, razem z kolegami z reprezentacji zajmując drużynowo jedenaste miejsce.
Czterokrotnie startował w mistrzostwach świata, indywidualnie najbliżej podium był na MŚ w Filadelfii (1958), gdzie był piąty. Również czterokrotnie w igrzyskach panamerykańskich, na których w latach 1955-1967 wywalczył dwa złote i sześć srebrnych medali. 15-krotny mistrz USA (indywidualnie i w drużynie).